# Christie Lee
Pour les articles homonymes, voir Lee.
Christie Lee, née le 16 septembre 1984 à Grand Sudbury en Ontario au Canada, est une actrice pornographique canadienne. Elle est entrée dans l'industrie de la pornographie en 2002 et s'est arrêtée en 2006 pour aider sa sœur qui a un cancer.

## Filmographie
- Just Over Eighteen 9 (2003)
- Feeding Frenzy 4 (2004)
- Goo Girls 15 (2004)
- Teenage Spermaholics 3 (2005)
- A2M 9 (2006)
- Service Animals 23 (2006)

## Récompenses
- 2004 XRCO Awards nominee – Teen Cream Dream
- 2005 AVN Award nominee – Best Couples Sex Scene in a Video (Young As They Cum 14 – nominated with Julian)
- 2005 AVN Award nominee – Best New Starlet
- 2007 AVN Award nominee – Best Anal Sex Scene in a Video (Elastic Assholes 4 – nominated with Sean Michaels